# Casa Pra
La Casa Pra era un gran almacén chileno, ubicado en Santiago y Valparaíso. Fue una de las primeras cadenas de tiendas departamentales del país, y existió entre 1865 y 1912.

## Historia
La tienda fue fundada en Santiago en 1865 en el pasaje Matte —actualmente ocupado por una galería comercial que conecta las calles Estado y Ahumada entre el Portal Fernández Concha y la calle Huérfanos— por Claude Pra, inmigrante francés. Hacia 1882 la casa comercial ya posee otro local en el mismo pasaje, y en esa misma década se convierte en una de las primeras grandes tiendas en contratar a mujeres como vendedoras. Los representantes de la Casa Pra en Francia eran Pra y Montandon.
La tienda, conocida en sus primeras décadas como «casa de novedades» al igual que las demás tiendas dedicadas a comercializar productos importados principalmente de Europa, comenzó vendiendo solamente confecciones y vestuario, para incorporar en las décadas siguientes productos para el hogar y juguetes en los años 1890. En 1883 fue una de las primeras casas comerciales en contar con luz eléctrica en su interior. A fines del siglo XIX la Casa Pra ya poseía, aparte de su tienda principal, dos talleres de mueblería —ubicados en los sectores de Yungay y Recoleta— y uno de tapizaje y confección de cortinas; sumado a ello poseía una sucursal en Valparaíso en la calle Esmeralda 51. Para la Navidad de 1890 instaló en su interior una réplica gigante de la Torre Eiffel adornada con juguetes.
En 1897 —mismo año en que fallece Claude Pra y sus hijos, Albert y Jules, además de su yerno, Enrique Montandon, asumen la dirección de la empresa— la Casa Pra se traslada a una nueva ubicación, instalándose en un local en la calle Huérfanos del 1059 al 1071, al poniente de la cuadra de la Plaza de Armas, entre las calles Ahumada y Bandera; Enrique Espinoza describía el local como un «almacén-palacio» y en publicidades de la época se describían todos los departamentos que poseía y la presencia de ascensores en su interior para circular de una planta a otra. Dicho local fue construido por Eugène Joannon Crozier, y ante el aumento de ventas fue necesario hacer una ampliación, la cual se inició en 1904 con la construcción de un anexo en un terreno contiguo.

### Derrumbe de obra en construcción

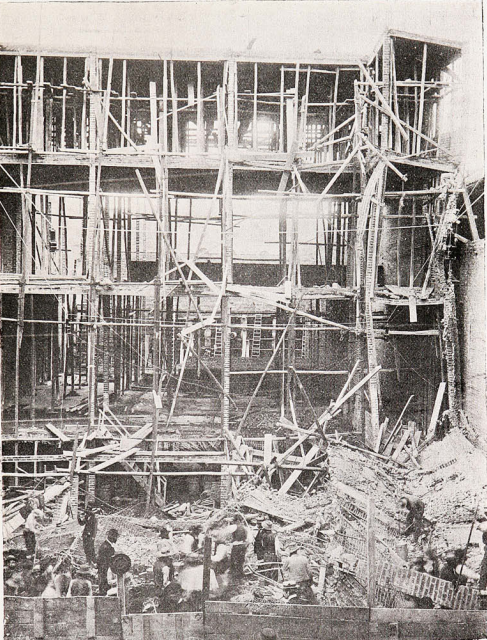
Vista de la construcción después del derrumbe.

El lunes 10 de octubre de 1904, alrededor de las 15:20, la estructura de la ampliación que se construía para la Casa Pra colapsó. La estructura planificada constaba de tres pisos y un subterráneo, y su método constructivo consistía en un novedoso sistema de hormigón armado, el cual aun estaba en pruebas en dicha época; se construirían primero las columnas de ladrillos, entre las cuales se entrelazaría una red de andamios de madera y metal para facilitar la circulación de los obreros.
En total fallecieron entre 15 y 20 trabajadores en el derrumbe de la construcción, y la investigación reveló que la principal causa fue la acumulación de peso en la estructura producto de una lluvia ocurrida el día anterior. Eugène Joannon describiría que originalmente había propuesto que el método constructivo fuese de una estructura de fierro revestida con cemento en los pilares, la cual fue reemplazada por el sistema Cottancin de ladrillos armados con fierro redondo después de asesorías por parte de especialistas francesas y que generaron la renuncia de Joannon como ingeniero, quedando sólo como arquitecto de la obra que finalmente se derrumbaría.
La deteriorada imagen pública de la Casa Pra luego de la tragedia de 1904, sumado a la nueva competencia surgida por la aparición de Gath & Chaves en 1910, llevaron a que la tienda cerrara sus puertas en 1912. El edificio que albergaba a la tienda fue arrendado al centro de entretenciones Majestic Palace y finalmente la construcción fue demolida en 1945.